# Liste der Flüsse in Nigeria

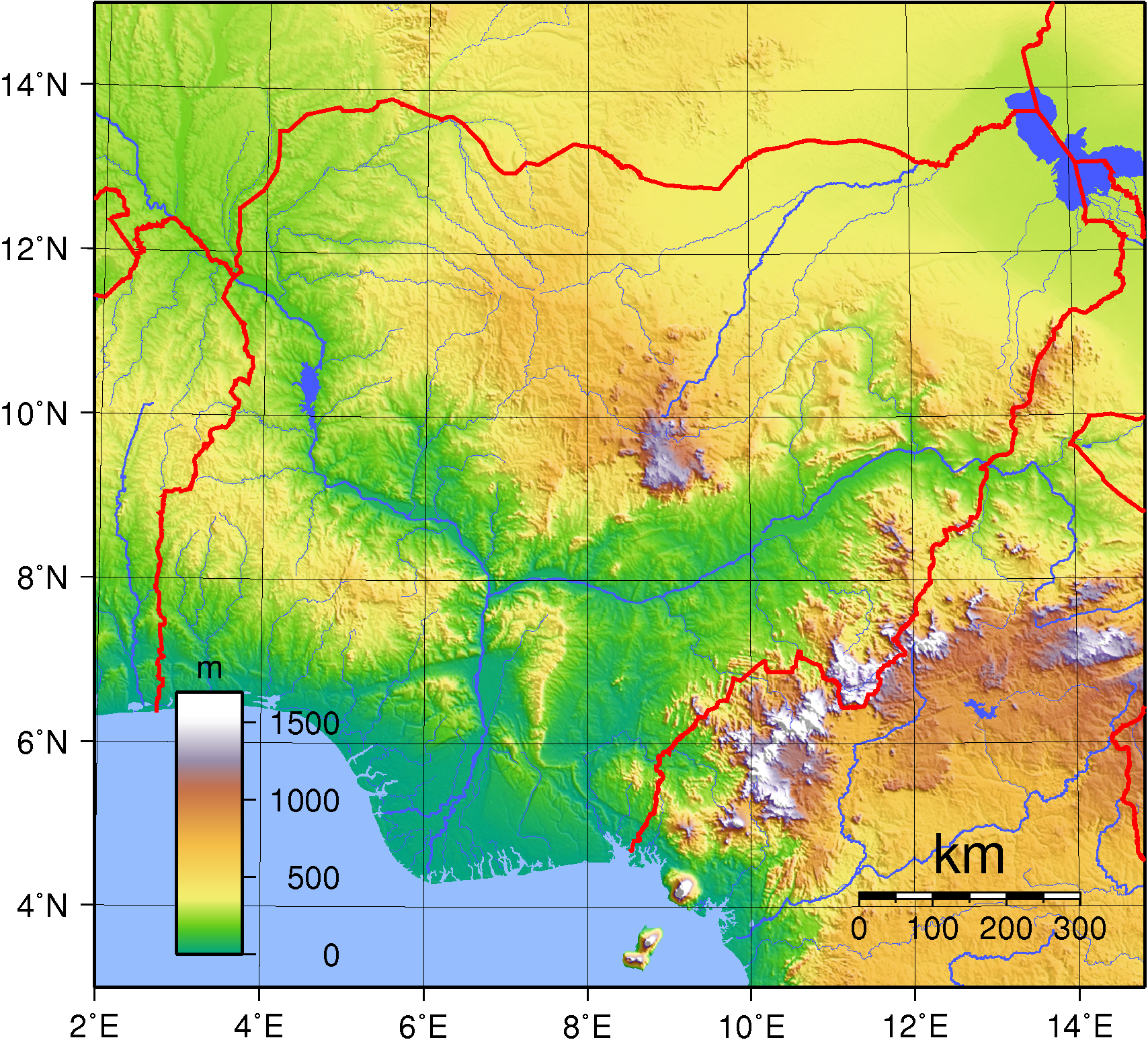
Nigeria topografisch mit den wichtigsten Flüssen

Dies ist eine Liste der Flüsse Nigerias. Nigeria ist in zwei Haupteinzugsgebiete aufgeteilt – das des Tschadsees und das des Nigers. Dabei nimmt das Nigereinzugsgebiet etwa 63 % des Landes ein. Hauptzufluss des Nigers ist der Benue, dessen Zuflüsse sich über Kamerun hinaus bis in den Tschad und das Schari-Einzugsgebiet erstrecken. Das Tschadbecken wird aus dem nordöstlichen Viertel Nigerias gespeist. Daneben gibt es noch zahlreiche Küstenflüsse.

## Niger

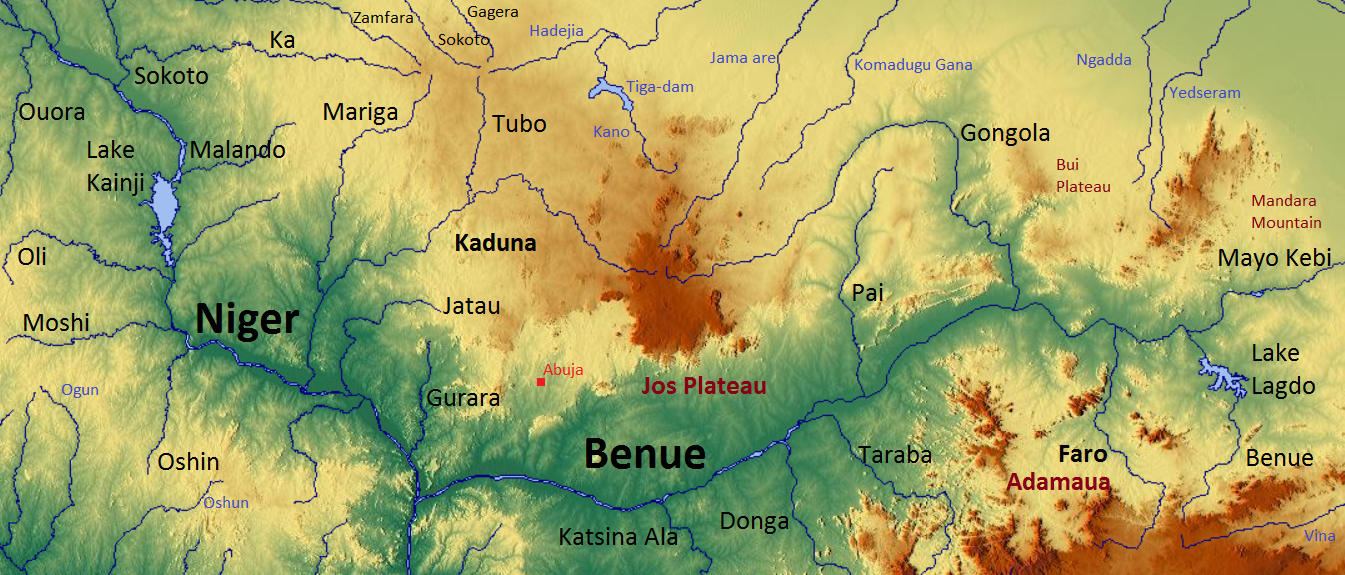
Benue und Niger mit Zuflüssen

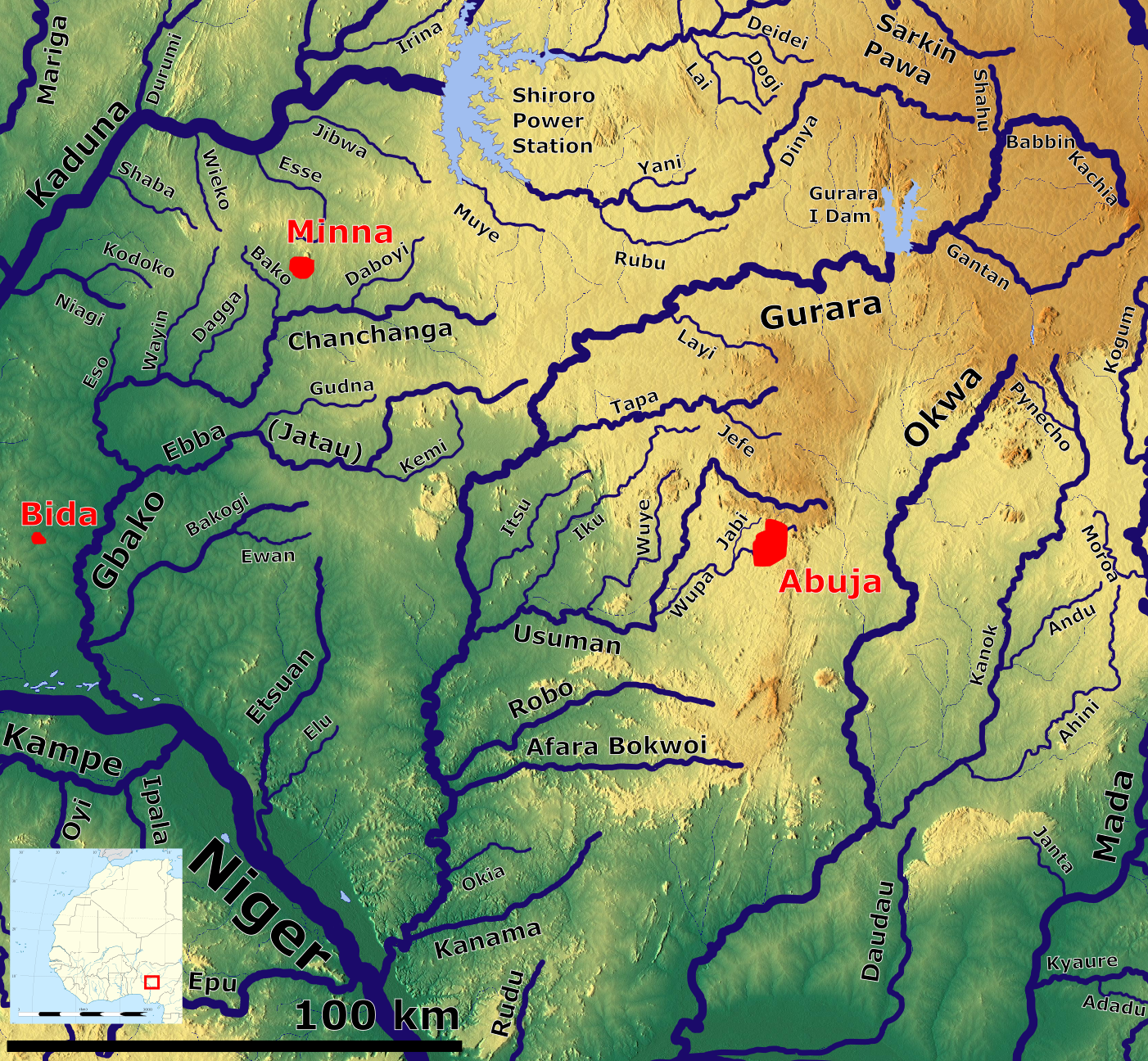
Der Gurara und Gbako und deren Zuflüsse

- Shodu
  - Sora
  - Kwantare
- Maiel
- Dan Zaki
- Kontagora
  - Maingyara
- Oli
  - Eri
    - Nono
- Moshi
  - Teshi
  - Tashi
    - Shoro

  - Lere
- Eku
  - Yanpere
  - Lansar
- Awun
  - Imoru
  - Oyun
  - Aza
  - Iwa
- Oshin
- Yunko
- Oyi
- Oro
  - Awere

- Gbako
  - Jatau (Ebba)
    - Kemi
    - Gudna

  - Chanchanga
    - Daboyi
    - Bako
    - Dagga
    - Wayin
    - Eso

  - Bakogi
    - Ewan
- Etsuan
  - Elu
- Gurara
  - Babbin Kachia
    - Shahu

  - Gantan
  - Layi
  - Tapa
    - Jefe

  - Itsu
  - Usuma
    - Wupa
      - Jabi

    - Wuye
    - Iku

  - Robo
  - Afara Bokwoi
  - Okia
  - Kanama
- Anambra
- Escravos (Niger-Mündungsarm)
- Forcados (Niger-Mündungsarm)
- Nun (Niger-Mündungsarm)

### Sokoto

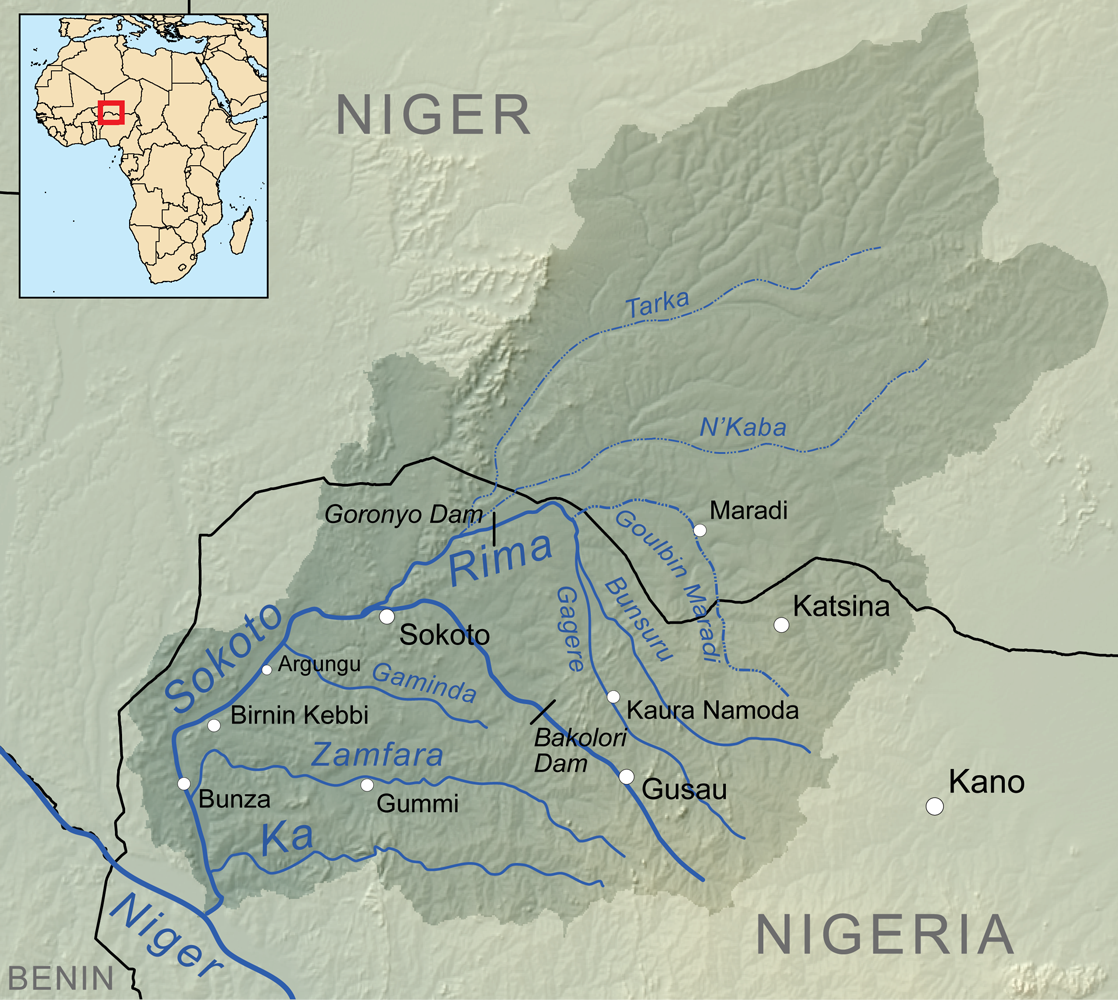
Sokoto-Einzugsgebiet

- Ka
- Zamfara
- Gaminda
- Rima
  - Bunsuru (Karaduwa)
  - Gagere
  - Goulbi de Maradi
    - Goulbi de Gabi

  - Mariga
  - Goulbin Kaba
  - Tarka

### Kainji-Stausee

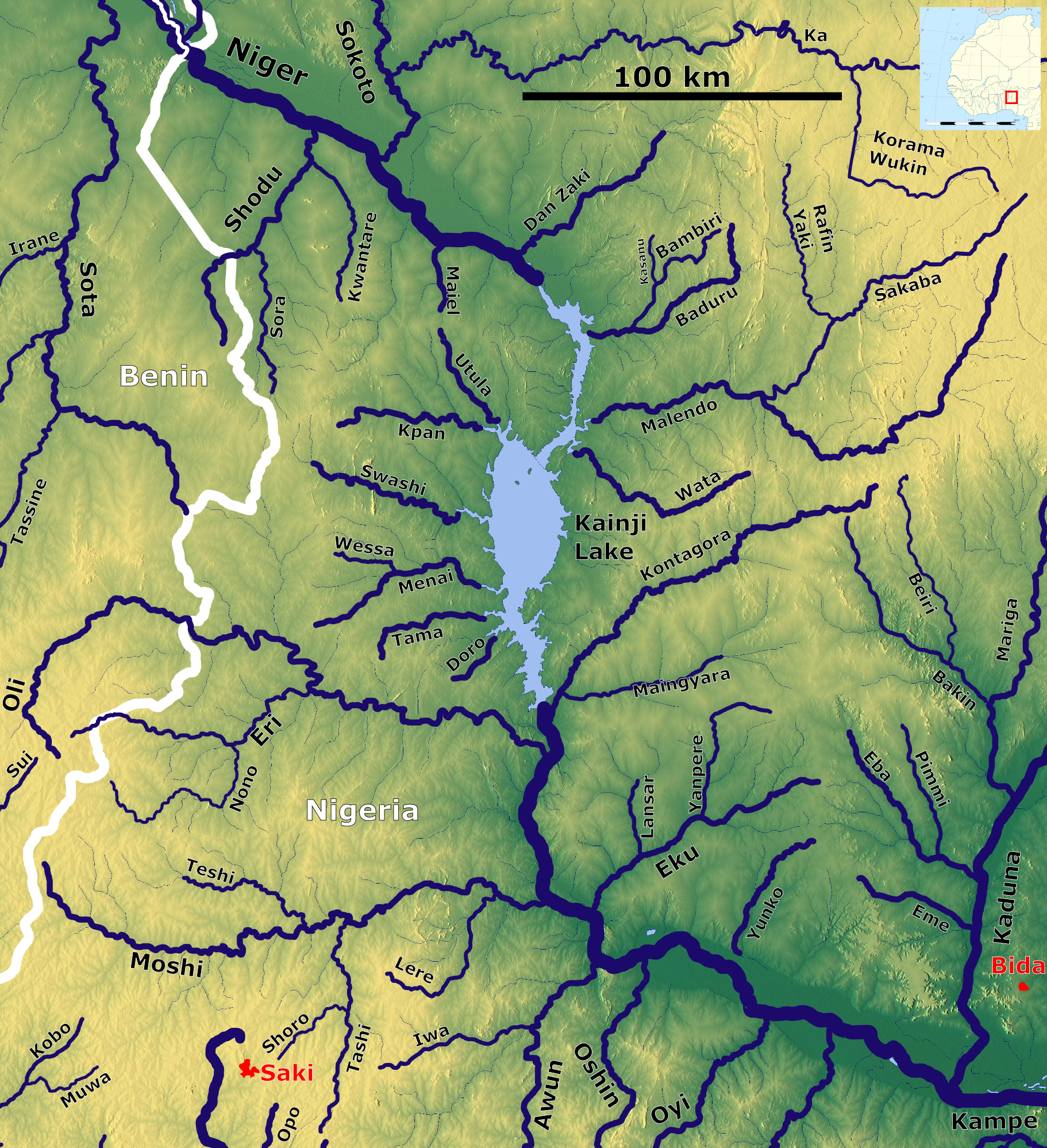
Zuflüsse zum Kainji-Stausee

- Baduru
  - Kasanu
  - Bambiri
- Malendo
  - Sakaba
    - Rafin Yaki
- Wata
- Utula
- Kpan
- Swashi
- Menai
  - Wessa
- Tama
- Doro

### Kaduna

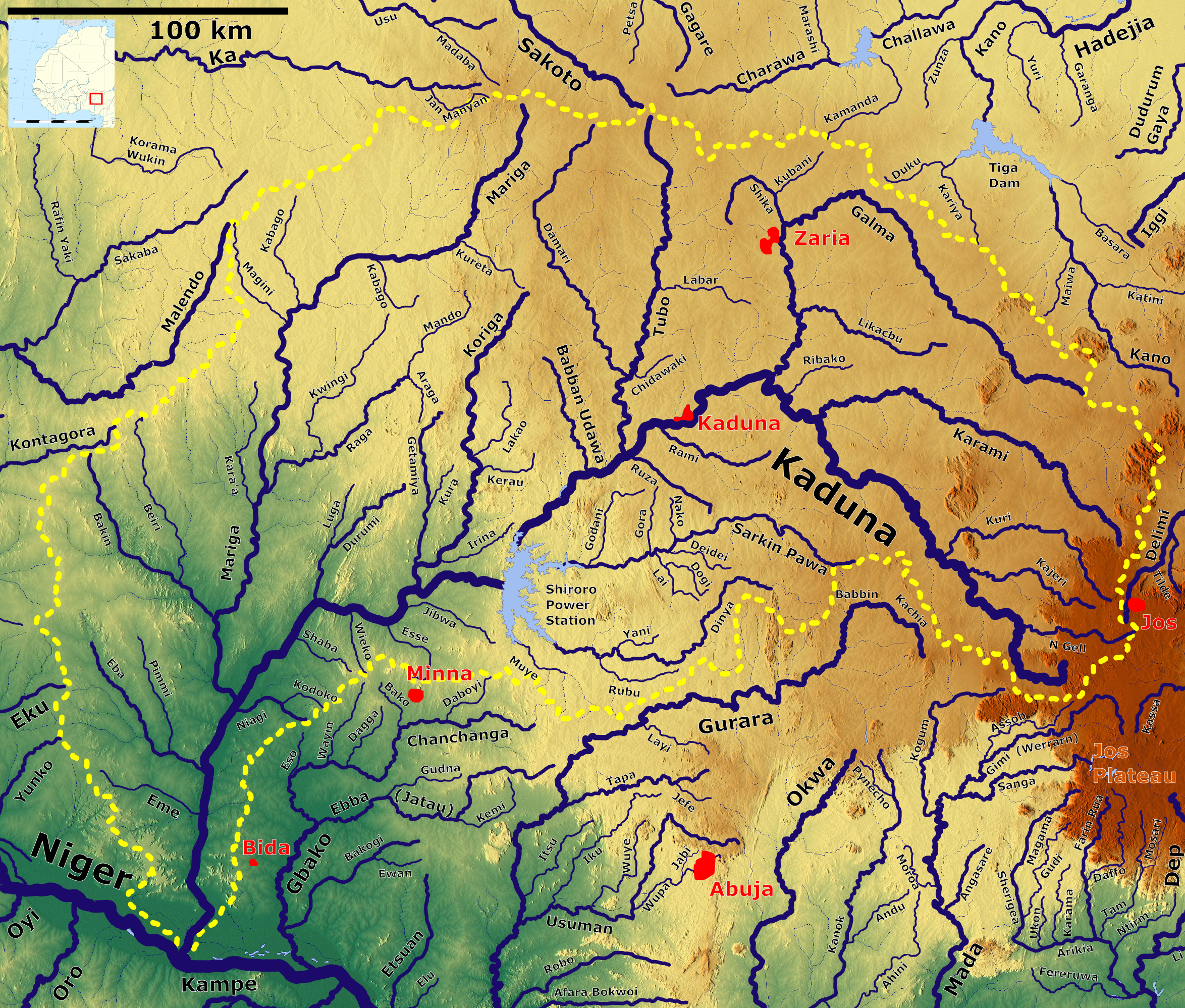
Kaduna-Einzugsgebiet

- N Gell
- Kajeri
- Kuri
- Karami
- Ribako
- Galma
  - Shika
    - Kubani

  - Likacbu
- Rami
- Ruza
- Tubo
  - Labar
  - Chidawaki
  - Damari
- Babban Udawa
- Sarkin Pawa  (Nabuhi)
  - Deidei
  - Nako
  - Lai
    - Dogi

  - Gora
  - Godani
- Dinya
  - Yani
  - Rubu
  - Muye
- Koriga
  - Lakao
  - Kerau
  - Irina
  - Getamiya
    - Kura
- Jibwa
- Esse
- Wieko
- Durumi
  - Luga
- Shaba
- Mariga
  - Kureta
  - Kabago
  - Kabago
  - Magini
  - Raga
    - Mando
    - Araga
    - Kwingi

  - Kara'a
  - Bakin
    - Beiri
- Niagi
  - Kodoko
- Eba
  - Pimmi
- Eme

### Benue

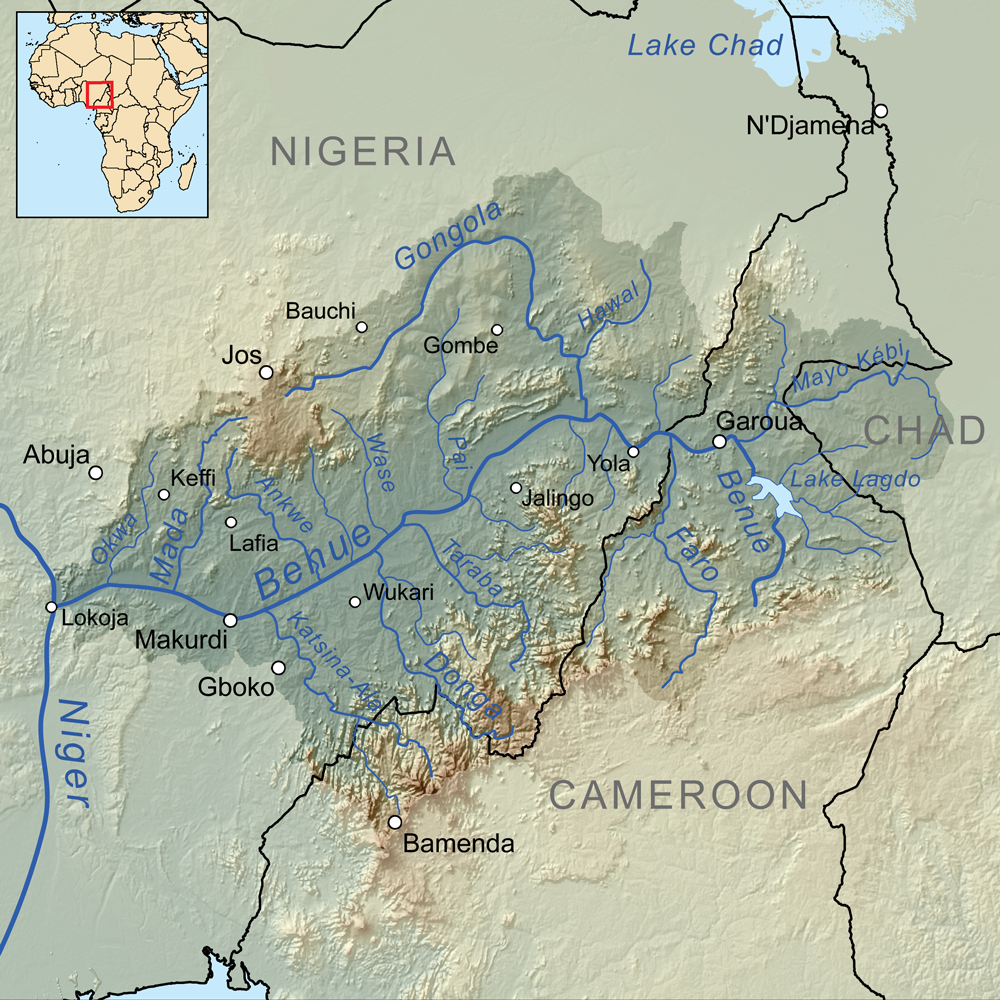
Benue-Einzugsgebiet

- Faro
- Mayo Tiel
- Kilange
  - Loko
- Tojo
- Ini
- Giwano
- Mayo Belwa
- Gongoron
- Bolleri
  - Mwona
- Kunini
- Lamurde
- Sanko
- Fan
- Kufai
- Duchi
  - Mabo
  - Gimbi
- Wase (Zurfi)
  - Boi
    - Gwaske
    - Buka

  - Jaket
  - Bado
- Taraba
  - Kam
- Gamakai
- Donga
- Farin
- Shemankar
  - Shandam
- Dorowa
- Rita
- Asuku
- Katsina Ala
  - Metchum
- Mu
- Guma
- Keleke
- Sina
  - Akereku
- Okonoa
  - Kanok
    - Pynecho
    - Andu
    - Ahini

  - Daudau
- Rudu

#### Gongola

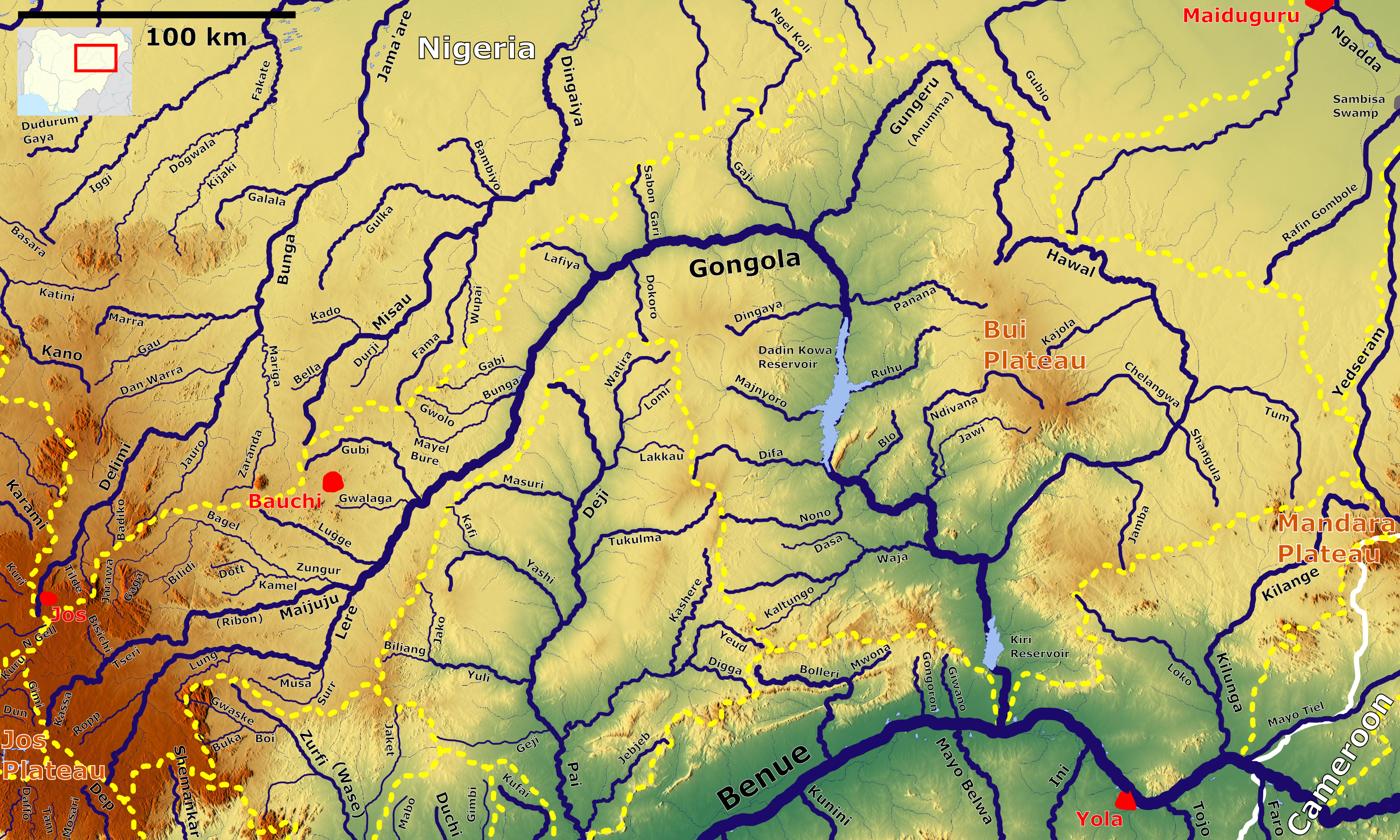
Gongola-Einzugsgebiet

- Lere
  - Ropp
  - Lung
  - Musa
  - Surr
- Maijuju (Kassa, Tseri, Ribon)
  - Bisichi
  - Zungur
    - Kamel
      - Dott

    - Bagel
      - Jarawa
      - Bilidi
        - Gaga
- Lugge
- Gwalaga
- Gubi
- Bunga
  - Mayel Bure
  - Gwolo
- Gabi
- Lafiya
- Dokoro
- Sabon  Gari
- Gaji
- Gungeru (Anumma)
- Panana
- Dingaya
- Ruhu
- Majnyoro
- Difa
- Blo
- Nono
- Ndivana
  - Jawi
- Waja
  - Kaltungo
  - Dasa
- Hawal
  - Kajola
  - Tum
  - Chelangwa
  - Shangula
  - Jamba

#### Pai(Deji, Geji)
- Watira
  - Lomi
  - Lakkau
- Masuri
- Tukulma
- Yashi
  - Kafi
- Yuli
  - Jako
  - Biliang
- Geji
- Kashere
  - Yeud
    - Digga
- Jebjeb

#### Ankwe(Dep)

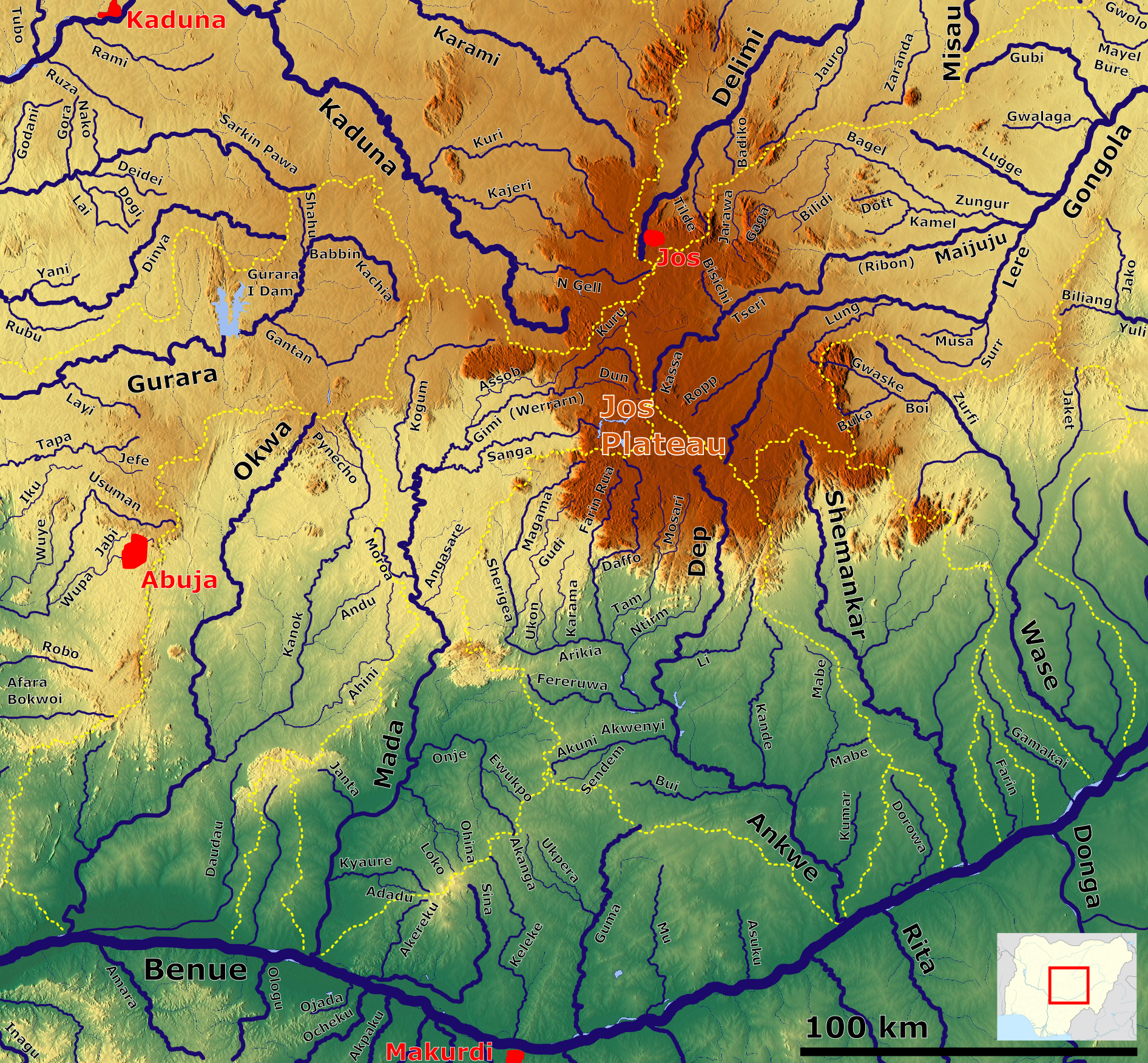
Hydrologie des Jos Plateaus

- Li
- Arikia
  - Magama (Sherigea)
    - Gudi

  - Ukon
  - Karama (Ninkada)
  - Farin Rua
    - Daffo

  - Tam
    - Mosari

  - Ntirm
  - Fereruwa
- Akwenyi
  - Akuni
  - Sendem
- Bui
- Kande
- Mabe
- Kumar

#### Mada
- Gimi (Werrarn)
  - Assob
- Sanga
- Kogum
- Moroa
- Angasare
- Onje
  - Ewukpo
- Ohina
- Loko
- Janta
- Kyaure
  - Adadu

## Tschadsee

Komadugu-Yobe-Einzugsgebiet

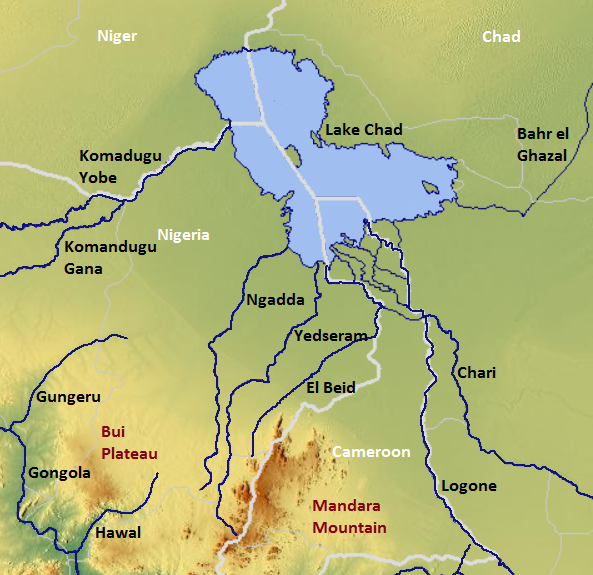
Der Tschadsee mit Zuflüssen

### Komadugu Yobe
- Komadugu Gana
- Jama’are
  - Bunga
- Hadejia
  - Kano

### Weitere Tschadsee-Zuflüsse
- Gubio
- Ngadda
- Yedseram
- El Beid

## Cross-River-Ästuar

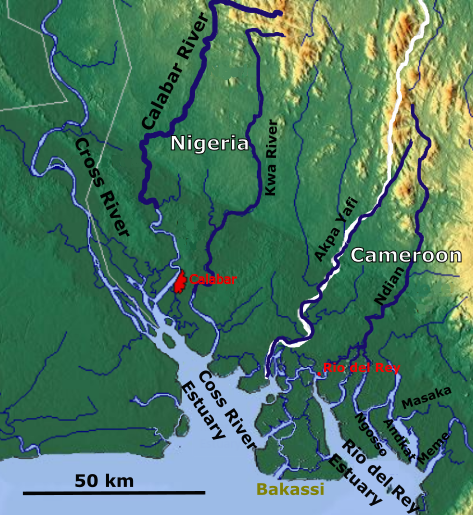
Cross-River-Ästuar

- Cross River
  - Calabar
  - Great Kwa River
  - Akpa Yafi

## Ouémé(in Benin)

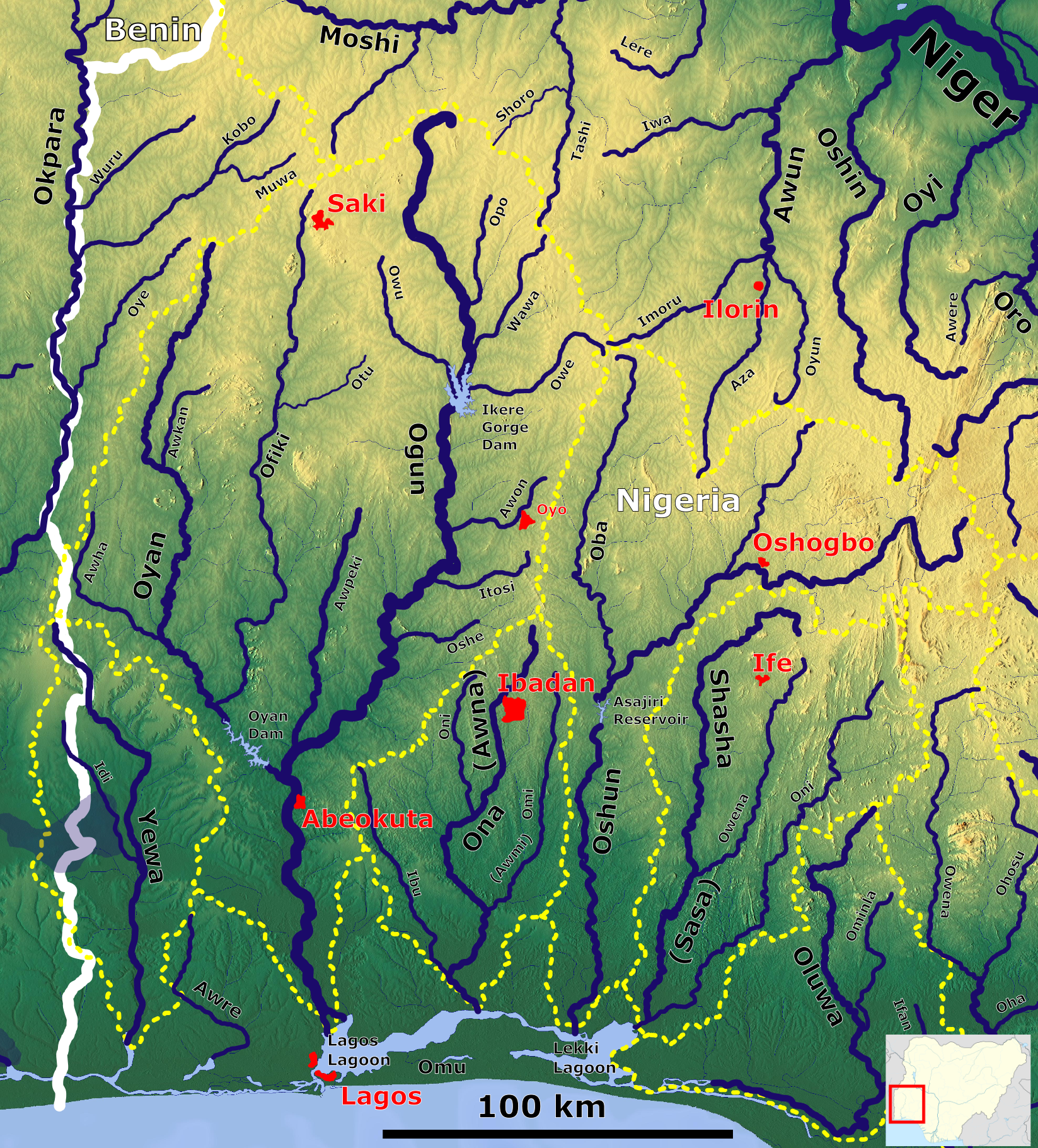
Südwest-Nigeria mit den Küstenflüssen

- Okpara
  - Wuru
  - Kobo
    - Muwa

  - Oye

## Ogun
- Opo
- Wawa
- Owe
- Owu
- Awon
- Itosi
- Oshe
- Awpeki
- Oyan (Awyan)
  - Awkan
  - Awha
  - Ofiki
    - Otu

## Benin

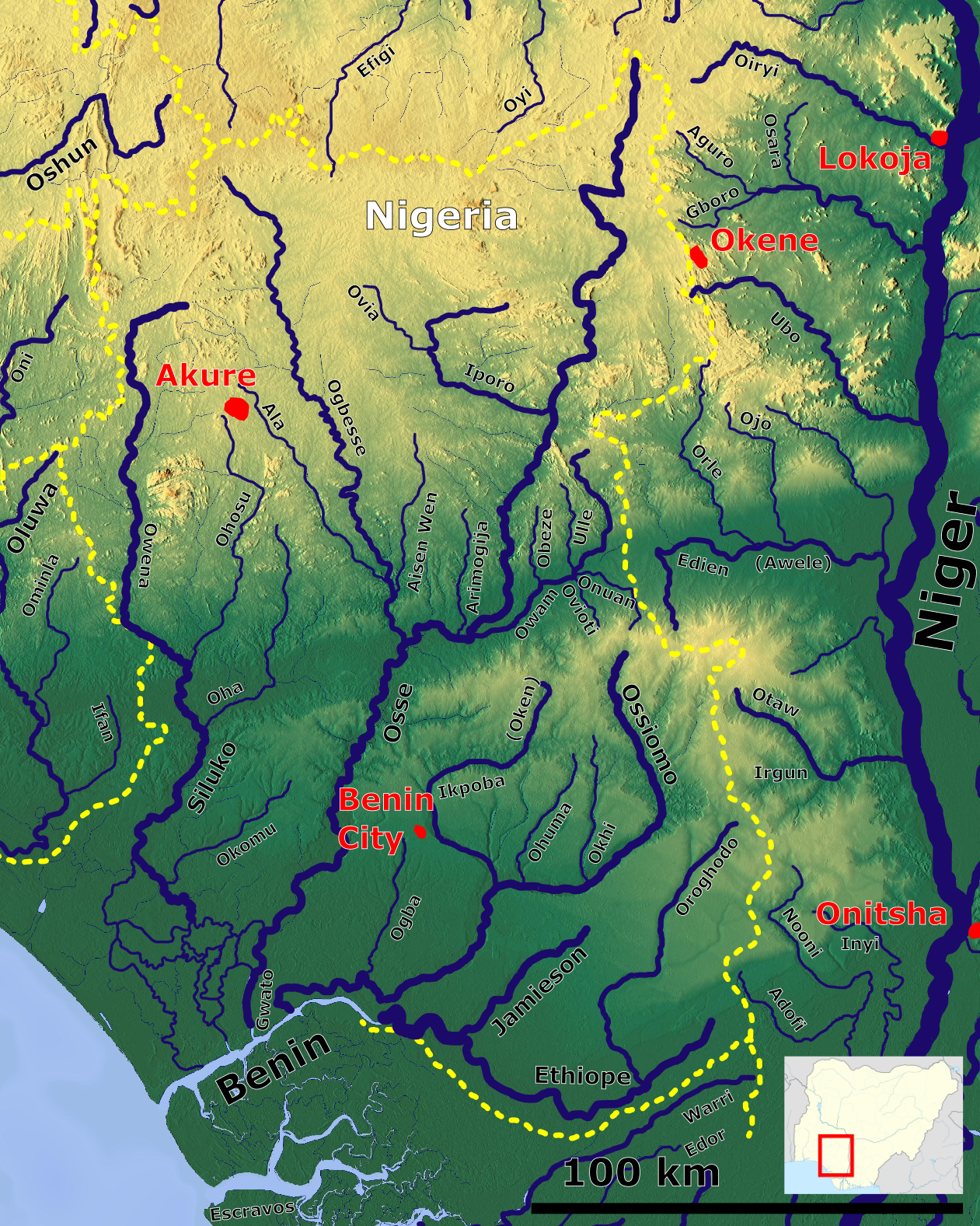
Das Einzugsgebiet des Benin

- Ethiope
  - Oroghodo
- Jamieson
- Ossiomo
  - Okhi
  - Ohuma
  - Ikpoba
  - Ogba
- Osse
  - Iporo
    - Ovia

  - Owam
    - Ulle
    - Onuan
    - Ovioti
    - Obeze

  - Arimogija
  - Ogbesse
    - Ala
    - Aisen Wen
- Siluko (Owena)
  - Ohosu
  - Oha
  - Okomu

## Küstenflüsse
- Imo River
  - Aba River
- Osun
  - Oba
- Oni (Ona, Awna)
  - Awmi (Omi)
  - Ibu
- Sasa (Shasha)
  - Owena
  - Oni
- Yewa
  - Idi

## Einzugsgebietsaufteilung des Landes in Prozent
| Einzugsgebiet        | Quadratkilometer | Prozent der Landesfläche |
| -------------------- | ---------------- | ------------------------ |
| Niger                | 584.404          | 63,3                     |
| Tschadsee            | 179.300          | 19,4                     |
| Cross River          | 40.300           | 4,4                      |
| Ogun                 | 22.540           | 2,4                      |
| Ouémé (Okpara)       | 9700             | 1,1                      |
| Imo                  | 9100             | 1,0                      |
| Osun                 | 9014             | 1,0                      |
| Weitere Küstenflüsse | 69.410           | 7,5                      |
| Nigeria Gesamt       | 923.768          | 100                      |